# Ukraina (Fernsehsender)
Ukraina (ukrainisch Україна, offiziell TRC Ukraina, ukrainisch ТРК «Україна») war einer der führenden nationalen Fernsehsender der Ukraine. Die Gesamtabdeckung des Senders betrug fast 90 % des Territoriums der Ukraine. Die Signalübertragung erfolgte über Kabel und Satellit. Informations-, Bildungs-, Kinder-, Unterhaltungs-, Kunst- und Sportsendungen wurden ausgestrahlt.

## Geschichte
TRC "Ukraine" wurde im März 1993 in Donezk als staatliches Gemeinschaftsunternehmen namens „Doc-TV“ gegründet. Der Stadtrat von Donezk war der Vorstand des Senders. Der Sender begann in Donezk auf dem siebten Kanal zu übertragen, wo er infolgedessen die Zeit mit anderen Fernsehunternehmen – Asket 7x7 und Sketch – teilte. Im März 2001 wurde CJSC „Trk Ukraine“ gegründet, die eine Lizenz für 6 TVK in Donezk und später in einer Reihe von Kanälen in den Regionen Donezk und Lugansk. Im gleichen Jahr wurde die Gruppe der SKM Rinat Akhmetov, die zu dieser Zeit die 75%igen Aktien des Fernsehsenders in Besitz nahm, zum Hauptaktionär des Ukraina-Fernsehsenders.
2002 bis 2003 setzte das Unternehmen die aktive Entwicklung fort, nachdem er mehr als hundert Fernsehfrequenzen in der gesamten Ukraine erhalten hatte. Die Satellitenübertragung startete 2003. 2004 erhielt der Kanal den nationalen Status. Im Laufe der Zeit begann der TV-Kanal eine eigene Mediengruppe zu bilden: 2008 wurde die Mediengruppe Ukraine entworfen, wo der Fußball-Sportfernsehkanal neben der TRK-Ukraine ebenfalls eintrat. 
Im Herbst 2009 startete das ukrainische Einkaufszentrum den Donbass Regional Channel in Donezk in der Meter -Reichweite und setzte seinen eigenen Rundfunk für Dezimeterwellen fort. Ende 2009 zog das ukrainische Einkaufszentrum von Donezk nach Kyiv, in dem sich die Studios der Fernsehsender „Ukraine“ und „Fußball“ befinden. 2015 begann der Kanal, seine eigene Produktion aktiv zu entwickeln: Social Talkshows, Informationsprogramme, Spielfilme und Serien, die das ganze Jahr über hohe Positionen innehatten. Im Juli 2022 beschloss das Unternehmen, sich aus dem Mediengeschäft und der Übertragung der Lizenzen der Fernsehsender Media Group Ukraine zugunsten des Staates zurückzuziehen.

## Ukraine 24 (Nachrichtensender)
Am 2. Dezember 2019 begann der Fernsehsender Ukraine 24, der durch die Umbenennung des Fernsehsenders Aesculap entstanden ist, mit der Testausstrahlung.
Am 16. Dezember 2019 begann der Kanal mit der terrestrischen Ausstrahlung rund um die Uhr in der gesamten Ukraine, in Kabelnetzen von Betreibern, auf der Satellitenplattform Xtra TV und der Oll.tv OTT-Plattform. Es gab einen Start von Live-Talk-Studios mit Moderatoren und stündlichen Nachrichtensendungen
Im Januar 2020 erhielt der Sender eine Satellitenlizenz zur Ausstrahlung in offener, unverschlüsselter Form. 2021 gewann der Sender die Auszeichnung "Person des Jahres" in der Nominierung "Informations- und Nachrichtensender des Jahres". Im Zusammenhang mit dem russischen Einmarsch in die Ukraine vom 24. Februar bis 21. Juli 2022 strahlte der Sender rund um die Uhr den Informationsmarathon "Die vereinten Nachrichten" aus. Am 22. Juli 2022 stellte der Sender, zusammen mit Ukraina, die Ausstrahlung ein.